# Georg Rauh
Georg Rauh (* 17. Juli 1906 in St. Gallen; † 2. März 1965 ebenda) war ein Schweizer Architekt. Nach einer Lehre zum Zimmermann folgte er seinem Bruder ans Bauhaus, wo er 1931 bei Mies van der Rohe diplomierte. Während seines Studiums zum Architekten knüpfte er unter anderem Kontakte zu Paul Klee, Wassily Kandinsky und Ludwig Hilbersheimer.

## Leben
Georg Rauh wuchs mit seinen beiden Brüdern in St. Gallen auf. Nach seiner schulischen Grundausbildung und handwerklichen Berufslehre besuchte er ab 1928 als Architekturstudent das «Bauhaus Dessau – Hochschule für Gestaltung» und erhielt 1931 sein Diplom mit Anerkennung aufgrund besonderer Leistungen. In seiner Erstausbildung in einem Zimmereigeschäft wurde der Grundstein für sein berufliches Interesse gelegt. 1928 folgte er seinem älteren Bruder August ans Bauhaus. In der Zeit während des Studiums belegte Rauh u. a. die Kurse «Künstlerische Gestaltung: abstrakte Formenlehre und analytisches Zeichnen» bei Wassily Kandinsky und «Primäre Gestaltung der Fläche» bei Paul Klee. Die Hochschule in Dessau wurde zwei Jahre später (1933) von den Nationalsozialisten geschlossen.
Nach dem Studium kehrte Georg Rauh in die Schweiz zurück und war als Architekt in Luzern und Herisau tätig. Im Jahre 1936 gründete er in St. Gallen das Architekturbüro «Georg Rauh», das er bis zu seinem Tod 1965 führte. Er pflegte eine enge Freundschaft mit Otto Heinrich Senn und war Mitglied des Schweizerischen Werkbundes SWB. Rund 117 Projekte tragen seine Unterschrift als Architekt. Seine Werke widerspiegeln seine Vorliebe für den Werkstoff Holz, dem er zeitlebens treu blieb. Oft entwarf er auch Möbelstücke, teils freistehend, teils eingebaut. Ferner war ihm in den Nachkriegsjahren der soziale Wohnungsbau ein grosses Anliegen. Nebst der Architektur war die Fotografie seine Leidenschaft.
Neben der Arbeit als Architekt lehrte Rauh an einer Zimmereifachschule, welche Prüfungsvorbereitungskurse für angehende Zimmermeister bezweckte. Er war ab 1938 bis zu seinem Tod 1965 mit Margrit Rauh-Hoffmann (1906–2003) verheiratet und Vater von sechs Kindern, darunter der Manager Markus Rauh.

## Bauten (Auswahl)
- 1931: «Haus am Espen»: Einfamilienhaus Langgasse 149, St. Gallen
- 1936: «Haus Müdespacher»: Einfamilienhaus Stauffacherstrasse, Arbon
- 1941: «Sonnenhaldestrasse»: Mehrfamilienhaus, Sonnenhaldestrasse 20a, St. Gallen
- 1948–1958 «Am Bach»: Einfamilienhaussiedlung, Am Bach St. Georgen, St. Gallen
- 1955: «Haus am Gaisbühl»: Einfamilienhaus, Tetznerstrasse 6, St. Gallen
- 1955–1958: «Iddastrasse»: Wohnhäuser, Iddastrasse 56/58, St. Gallen
- 1952–1965: «Überbauung Sonnenhaldestrasse»: Wohnhäuser, Sonnenhaldestrasse 8 bis 16a, St. Gallen
- 1952: «Haus Müller»: Wohnhaus Dr. P. Müller, Bruggwaldstrasse 38a, St. Gallen

## Publikationen (Auswahl)
- Zimmereifachschule. In: Tagblatt Volksstimme Ostschweiz. 23. Dezember 1943.
- Die gute Form. Wanderausstellung vom Schweizerischen Werkbund und Max Bill, 6. März 1953.
- Die Baugeschichte. In: Rheintaler Volkszeitung. 15. November 1956.
- Haus Dr. P. Müller. In: Das ideale Heim. 1953.